# Johnson City (Texas)
Johnson City is een plaats (city) in de Amerikaanse staat Texas, en valt bestuurlijk gezien onder Blanco County. Johnson City is vernoemd naar de stichter van de stad, James Polk Johnson. Lyndon B. Johnson, kleinzoon van een neef van James Polk Johnson en de 36e president van de Verenigde Staten, zou lange tijd in Johnson City wonen.

## Demografie
Bij de volkstelling in 2000 werd het aantal inwoners vastgesteld op 1191.
In 2006 is het aantal inwoners door het United States Census Bureau geschat op 1537, een stijging van 346 (29,1%).

## Geografie
Volgens het United States Census Bureau beslaat de plaats een oppervlakte van 3,5 km², geheel bestaande uit land. Johnson City ligt op ongeveer 389 m boven zeeniveau.

## Plaatsen in de nabije omgeving
De onderstaande figuur toont nabijgelegen plaatsen in een straal van 32 km rond Johnson City.